# Agrypon brunneum
Agrypon brunneum är en stekelart som beskrevs av Dasch 1984. Agrypon brunneum ingår i släktet Agrypon och familjen brokparasitsteklar. Inga underarter finns listade i Catalogue of Life.